# Anne Ramsey
Pour les articles homonymes, voir Ramsey.
Ne doit pas être confondu avec Anne Ramsay.
Anne Ramsey est une actrice américaine née le 27 mars 1929 à Omaha au Nebraska et morte le 11 août 1988 à Los Angeles des suites d'un cancer de la gorge.

## Biographie
Elle est surtout connue pour son rôle de Mama Fratelli dans Les Goonies en 1985 et celui de Madame Lift dans Balance maman hors du train en 1987 (qui lui valut une nomination à l'Oscar de la meilleure actrice dans un second rôle). Elle joua aussi dans plusieurs séries américaines telles que La Petite Maison dans la prairie, Alf ou Drôles de dames, entre autres.

## Filmographie

### Cinéma
- 1972 : Les flics ne dorment pas la nuit (The New Centurions) : La femme du fou (non créditée)
- 1974 : Rhinocéros : La femme avec le chat
- 1974 : Ma femme est dingue (For Pete's Sake) : La femme au téléphone
- 1976 : C'est arrivé entre midi et trois heures (From Noon till Three) : La femme imposante
- 1977 : Touche pas à mon gazon (Fun with Dick and Jane) : La demandeuse d'emploi
- 1978 : En route vers le sud (Goin' South) : La vieille fille n°2
- 1980 : Flics-Frac ! (The Black Marble)  : Bessie Callahan
- 1980 : Ça va cogner (Any Which Way You Can) : Loretta Quince
- 1982 : Class Reunion (National Lampoon's Class Reunion) : Mme Tabazooski
- 1985 : Les Goonies (The Goonies) : Mama Fratelli
- 1986 : L'Amie mortelle (Deadly Friend) : Elvira Parker
- 1987 : Magie Rose (Love at Stake) : La vieille sorcière
- 1987 : Weeds : Maman Umstetter
- 1987 : Balance maman hors du train (Throw Momma from the Train) : Mme Lift
- 1988 : Fantômes en fête (Scrooged) : La femme sans abri
- 1988 : Alf (saison 2,épisode 20)
- 1989 : Meet the Hollowheads (en) : Babbleaxe
- 1989 : Another Chance (en) : La dame à la laisse
- 1989 : Voyageurs sans permis (Homer and Eddie) : Edna